# パニック (曲)
「パニック」（Panic）は、イギリスのロック・バンド、ザ・スミスが1986年にシングルA面として発表した楽曲。スタジオ・アルバム未収録で、1987年のコンピレーション・アルバム『ザ・ワールド・ウォント・リッスン』に初収録された。

## 背景
セカンド・ギタリストのクレイグ・ギャノン加入後としては、初のリリースに当たる。音楽的には、T・レックスの曲「メタル・グルー」から影響を受けている。
歌詞に「DJを吊るし上げろ」、「ディスコを焼き払え」とあり、黒人音楽に対する差別とみなされたこともあったが、ジョニー・マーによれば、チェルノブイリ原子力発電所事故の臨時ニュース後、ワム!の無難なポップ・チューンを流したBBCのDJスティーヴ・ライトに反発して作られた曲とのことである。また、マーはディスコのくだりに関して「ニュー・オーダーは優れたディスコ・ミュージックを作ってきたけど、メンバーに黒人はいない。'Black'を'Disco'、'Black music'を'Disco music'に言い換えるなんて全くもって無意味だ」とコメントしている。

## 評価
『NME』誌が選出した1986年の年間ベスト・トラックでは23位にランク・インした。また、同誌が2007年に選出した「The Greatest Indie Anthems Ever」では21位となった。

## カヴァー
- ティファニー - トリビュート・アルバム『Stop Me If You've Heard This One Before・A Tribute to The Smiths』（2007年）に提供[6]。ティファニー名義のアルバム『I Think We're Alone Now - '80s Hits and More』（2007年）にも収録された[7]。
- シンズ - 2017年、Spotifyを通じて本作のアコースティック・カヴァーの配信を開始した[8]。